# Cine Doré
|  | Per a altres significats, vegeu «Gran Saló Doré». |

El cine Doré es troba en Madrid (Espanya), al carrer Santa Isabel, número 3. Va ser inaugurat al desembre de 1912, encara que la façana actual data de 1923 (projecte de 1922 de l'arquitecte Críspulo Moro Cabeza). Va ser reformat per Manuel López-Mora Villegas en 1925.
Durant mig segle va aconseguir resistir l'obertura de nous i moderns cinematògrafs i la decadència socioeconòmica de la zona d'Antón Martín. Transformat en sala de reestreno, va acabar rebent el popular apel·latiu de palau de les pipes. Quan es temia per la seva supervivència, el Ministeri de Cultura va acudir al rescat, projectant recuperar-lo per a les seves activitats.
Des de 1989 és la sala d'exhibicions de la Filmoteca Espanyola, on es duen a terme les seves sessions públiques. Una acurada reforma va permetre recuperar la bella façana i la sala principal. A més es va obrir una altra sala de projecció en el soterrani i es poden realitzar exhibicions a la terrassa. En el vestíbul del complex s'obre una cafeteria i una llibreria especialitzada en temes cinematogràfics.

## Origen del nom

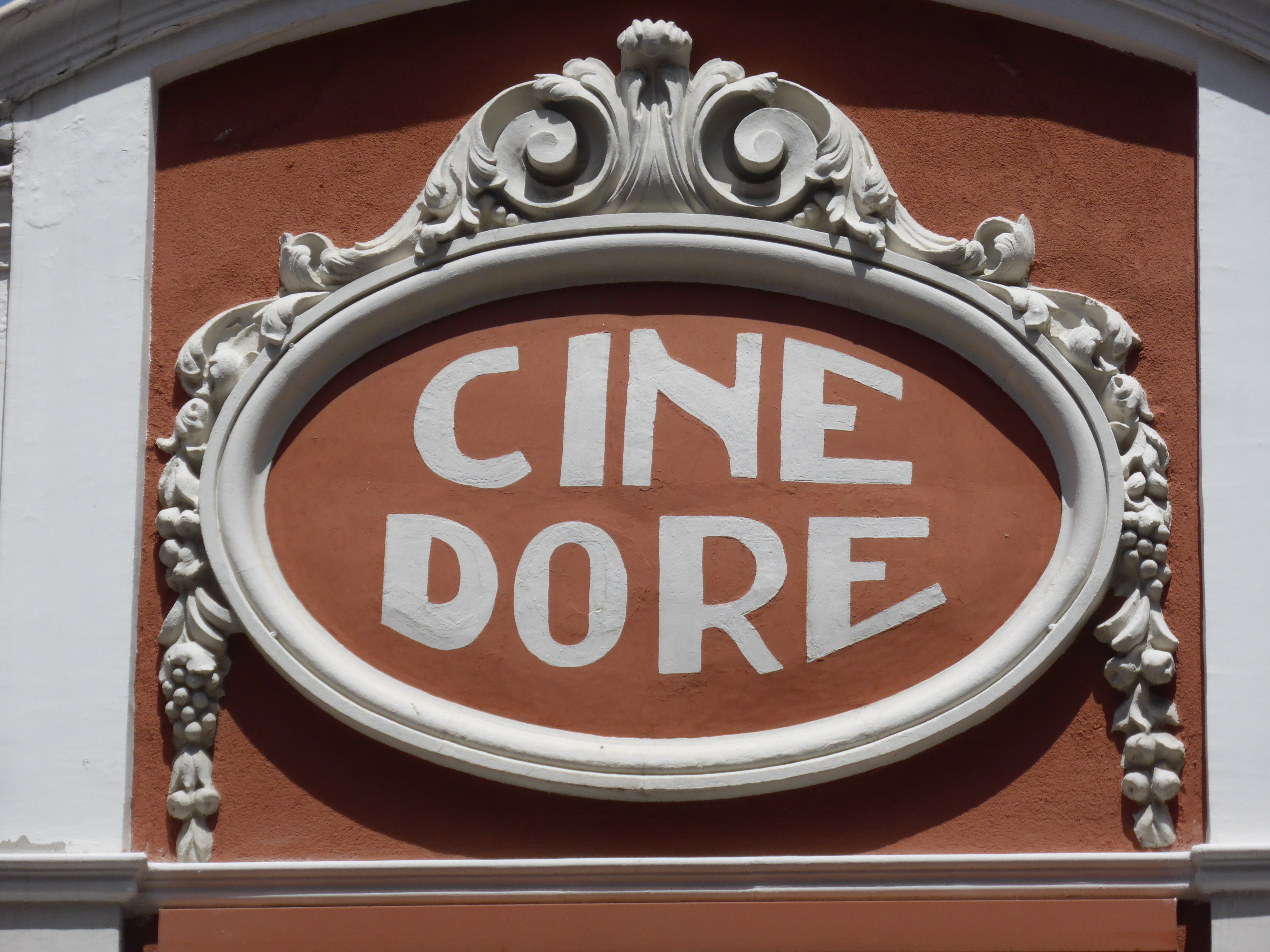
Detall amb el nom del cinema.

Hi ha tres versions sobre el motiu de l'elecció del nom Doré:
- En primer lloc, és molt probable que el nom inicial de "Salón Soré" (que traduït significa saló Daurat), fos per triar una paraula francesa que li donés certa distinció. Al començament del segle XX el francès era la llengua culta internacional. Pel mateix motiu, a Barcelona ja existia el "Gran Saló Cinema Doré", a la Rambla de Catalunya, entre els anys 1908 i 1922, amb espectacular façana modernista.[2]
- Una altra possibilitat és que el nom fos un homenatge a l'artista francès, gravador i il·lustrador Gustave Doré.
- Finalment, subjectivament, en opinió de l'escriptor Fernando Sánchez Dragó, el seu nom va poder ser Cinema DO-RE (suposadament en al·lusió a les dues primeres notes musicals). En el llibre-catàleg de l'exposició "Madrid al paso",[3] hi ha una vista de la façana cap a 1964, en la qual sembla que estan separades les dues síl·labes del nom del cinema.